# La Motte-Feuilly
La Motte-Feuilly é uma comuna francesa na região administrativa do Centro, no departamento Indre. Estende-se por uma área de 5,5 km². Em 2010 a comuna tinha 63 habitantes (densidade: 11,5 hab./km²).